# Брама до Індії (Мумбай)
Брама Індії (англ. Gateway of India, маратхі गेटवे आँफ इंडिया) — пам'ятка архітектури, що розташована в індійському місті Мумбай. Це базальтова тріумфальна арка заввишки 26 метрів, що  розташована в південній частині міста Мумбаї, в районі Аполло-Бандер в головному міському порту. Споруда є своєрідним пам'ятником часів британського правління на території Індії. Побудована в пам'ять про відвідування Індії королем Георгом V і королевою Марією в 1911. Головним архітектором проекту став Джордж Віттет. Початок будівництва було покладено в тому ж році, але лише в 1915 воно зрушилося з мертвої точки і тривало аж до 1924 року, коли відбулося урочисте відкриття монумента. Тому високопоставлені гості, на честь яких проект і було задумано, змогли побачити лише картонну модель арки.
"Браму Індії" виконано в індо-сарацинському стилі, тобто суміші мусульманського, індуського і європейського стилів. Центральний купол має висоту 15 метрів і діаметр 25 метрів. По обидва боки арки розміщуються холи, кожен з яких може вмістити до 600 чоловік.
Здійснення проекту вимагало не тільки багато часу, але і значних матеріальних вкладень. Практично все будівництво було профінансовано урядом Індії, але на жаль, коштів для побудови під'їзної колії не знайшлося, тому арка стоїть осторонь від головної дороги. Також майже вся фронтальна частина гавані була перебудована, щоб всі будівлі гармоніювали з індійською тріумфальною аркою.

## Історія
У давні часи тут був неочищений причал, що використовувався рибальською громадою, і який пізніше був відремонтований і використаний як місце висадки для британських губернаторів та інших видатних людей. Ця споруда була зведена на честь приїзду короля Георга V і королеви Марії в Аполо-Бандер, коли вони відвідали візитом Індію в 1911 році. Ворота були зведені з бетону і жовтого базальту в індо-сарацинському стилі, і перший камінь в фундамент був закладений 31 березня 1911 року.
Між 1915 і 1919 проводилися роботи по освоєнню землі в Аполо-Бандер, на якій повинні були побудувати ворота і нову набережну. Остаточний дизайн був зроблений Джорджем Вітетом в 1914 році. У 1920 році був завершений фундамент, а саме будівництво пам'ятки в 1924 році. Арка була відкрита 4 грудня 1924 року. Ворота пізніше стали церемоніальним входом до Індії для віце-королів і нових правителів Бомбею. Вони забезпечували в'їзд і доступ до неї. Останні британські війська покинули країну в зв'язку з її незалежністю. На початку 21-го століття пам'ятник зіткнувся з трьома терактами, двічі в 2003 році і один в 2008 році, коли чотири бойовики атакували готель Taj Mahal Palace & Tower.

## Дизайн і структура
Архітектор Джордж Віттет поєднував елементи римської тріумфальної арки і архітектуру Гуджарату 16-го століття. Його споруда є комбінацією індуїстської та мусульманської архітектурних стилів; сама арка виготовлена в мусульманському стилі, а декор в індуїстському стилі. Камінь був отриманий локально, а перфороване покриття було привезено з Гваліора.
Центральний купол сягає 48 футів (15 метрів) в діаметрі і 83 фути (25 метрів) заввишки від землі до своєї вищої точки. По обидва боки від арки є великі зали, які можуть вмістити 600 чоловік. Вартість будівництва становила US $ 32 000, що виділені були, в основному, урядом Індії. Через відсутність коштів, під'їзна дорога не була побудована до воріт, тому вони стоять під кутом до неї.

## Важливість споруди
Це місце, куди прибували губернатори і важливі люди. Хоча Браму було споруджено на честь візиту короля Георга V в 1911 році, сьогодні вони служать монументальним нагадуванням про колонізацію і поневолення англійцями народу Індії. Брама стала символом "влади і величі» британської імперії. Навпроти арки стоїть статуя короля Чхатрапаті Шіваджі Махараджа як символ гордості і мужності. Він використовував партизанську війну для встановлення Імперії маратхів у Західних Гатах в 17 столітті. Статуя була відкрита 26 січня 1961 року з нагоди індійського свята Дня Республіки. Інша статуя поруч це пам'тник Свамі Вівекананді. Біля воріт знаходяться п'ять пристаней. Перша пристань призначена виключно для Мумбайського атомного дослідницького центру, друга і третя - для комерційної поромної діяльності, четверта закрита, п'ята пристань призначена виключно для яхт-клубу Royal Bombay. Після терактів 2008 року в Мумбаї було запропоновано закрити всі ці причали і замінити їх двома новішими. Другий і третій причали є відправними точками для екскурсій в печерні храми острова Елефанта, які знаходяться в 50-ти хвилинах їзди на поромі. Інші маршрути від Воріт включають поїздки на поромі в Алібауг і Мандва; ці пороми моють славу, завдяки перевезенням пасажирів понад свою номінальну місткість через їхню популярність.
"Брама до Індії" вважається великим туристичним центром і відомим місцем зборів місцевих жителів, продавців повітряних куль і фотографів.

## Теракти
У 2003 біля Брами вибухнула бомба, закладена в таксі. У серпні цього ж року арка стала місцем великого вибуху бомби. Згодом стала місцем локації терористів, які беруть участь у нападах в листопаді 2008 року, коли чотири бойовики напали на готель Taj Mahal Palace & Tower. Після терактів 2008 року громадський рух в деяких районах було обмежено.